# Pseudestoloides
Pseudestoloides är ett släkte av skalbaggar. Pseudestoloides ingår i familjen långhorningar.
Kladogram enligt Catalogue of Life:
| Pseudestoloides | \| \| Pseudestoloides affinis \| \| \| \| \| \| Pseudestoloides costaricensis \| \| \| \| \| \| Pseudestoloides hiekei \| \| \| \| \| \| Pseudestoloides rubiginosa \| \| \| \| |
|                 | \| \| Pseudestoloides affinis \| \| \| \| \| \| Pseudestoloides costaricensis \| \| \| \| \| \| Pseudestoloides hiekei \| \| \| \| \| \| Pseudestoloides rubiginosa \| \| \| \| |
|                 | Pseudestoloides affinis |
|                 | |
|                 | Pseudestoloides costaricensis |
|                 | |
|                 | Pseudestoloides hiekei |
|                 | |
|                 | Pseudestoloides rubiginosa |
|                 | |